# Erythroxylum ruryi
Erythroxylum ruryi là một loài thực vật có hoa trong họ Erythroxylaceae. Loài này được Plowman mô tả khoa học đầu tiên năm 1988.